# منتخب إنجلترا لاتحاد الرغبي للسيدات
منتخب إنجلترا الوطني لاتحاد الرغبي للسيدات (بالإنجليزية: England women's national rugby union team)‏ هو ممثل إنجلترا الرسمي في المنافسات الدولية في اتحاد الرغبي للسيدات. تأسس في 5 أبريل 1987.

## وصلات خارجية
- الموقع الرسمي